# Tempio di Salomone
Il Tempio di Salomone (ebraico: מקדש שלמה, Beit HaMikdash, anche Primo Tempio di Gerusalemme) fu, secondo il Tanakh, il primo Tempio di Gerusalemme ebraico. Costituì il punto focale della religione e fu il luogo dei sacrifici. Secondo le fonti rabbiniche della Torah Orale s'iniziò a costruire il Tempio nel 967 a.C., che fu terminato nel 960 a.C., e venne poi distrutto 340 anni dopo. Dopo l'esilio babilonese i Giudei ricostruirono il Tempio di Gerusalemme: questa ricostruzione prese il nome di Secondo Tempio.

## Il racconto biblico della costruzione del Tempio

### Materiali di costruzione
Prima della morte, il re Davide, padre di Salomone, aveva accumulato materiali in gran copia per la costruzione del Tempio sul Monte Moriah (Cronache I 22:14; 29:4; Cronache II 3:1), sul quale aveva acquistato un terreno da Arauna il Gebuseo (Samuele II 24:21 segg.), ove offrì sacrifici.
La Bibbia narra che Salomone, re dell'allora unico Regno di Israele, si adoperò all'inizio del proprio regno per dare corpo alle idee del padre, e preparò altri materiali per la costruzione. Da cave nella stessa Gerusalemme fece estrarre grandi blocchi di pietra e granito destinati alle fondazioni ed ai muri di contenimento del Tempio. Queste pietre furono preparate in loco con la supervisione degli esperti costruttori di Tiro.
Secondo questa narrazione, Salomone stipulò anche un accordo con Hiram Abiff l, re di Tiro, per la fornitura di qualunque cosa fosse necessaria per il lavoro, in particolare legname dalle foreste del Libano, che fu portato via mare su grandi chiatte fino a Joppa (antico nome di Jaffa, da dove fu trasportato a Gerusalemme (Re I 5)).
Secondo tradizione, Salomone provvide anche a un adeguato rifornimento idrico facendo scavare grandi cisterne nella roccia, nelle quali affluiva acqua attraverso canali collegati alle "vasche" vicino a Betlemme. Una di queste cisterne, il "Grande mare", poteva contenere più di tredicimila m3. L'acqua in eccesso veniva scaricata al fiume Kidron.
Queste cronache bibliche sono tra l'altro alla base di molte leggende e tradizioni della massoneria, che usa la costruzione del Tempio come metafora per l'educazione morale. Esso fu costruito da abili artigiani.

### Costruzione

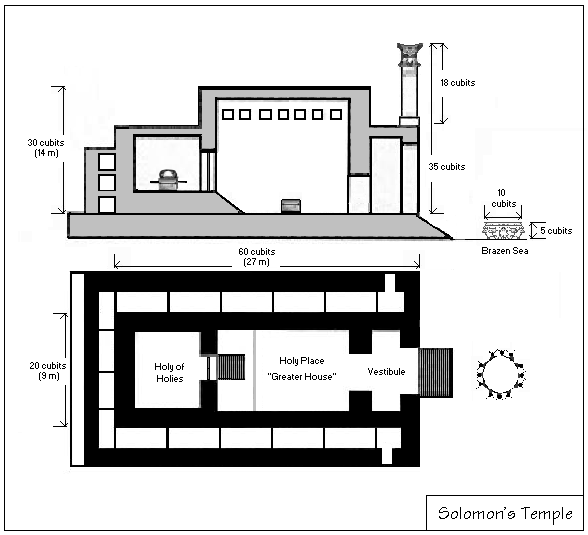
Uno schizzo del Tempio di Salomone basato sulla descrizione biblica

Secondo la tradizione, i preparativi durarono tre anni; e infine la costruzione ebbe inizio, con gli esperti Fenici come direttori dei lavori e costruttori, nel corso del 4º anno del regno di Salomone.
La descrizione della costruzione del tempio si trova nel libro 1 Re 6,1. Il fabbricato seguiva il modello fenicio, il che rende la cronaca biblica storicamente importante per la conoscenza della configurazione dei templi Fenici, e viceversa. Davide lasciò a Salomone oro e argento in abbondanza, destinati alla costruzione del Tempio, benché le cifre indicate nella Bibbia - come accade in riferimento a Salomone - sarebbero sproporzionate e in contraddizione tra loro; queste, però, vanno viste simbolicamente perché "il Tempio è un tesoro d'arte valutabile oltre qualsiasi cifra che si possa offrire". Il racconto biblico parla di 100.000 talenti (5.000 tonnellate) d'oro  e 1.000.000 talenti (30.000 tonnellate) d'argento.
La Bibbia narra che molte migliaia di manovali ed esperti artigiani vennero impiegati nell'opera, benché gli studiosi del "Nuovo Grande Commentario Biblico" precisino che tali "numeri sono eccessivamente alti e incompatibili con la stima della popolazione complessiva".  Il sistema di reclutamento di tali operai presentato nel testo biblico - Israeliti o di altre nazioni - è discordante e gli studiosi del Commentario Biblico ritengono che "i tentativi di ricostruire i dettagli di tale sistema sono gravati da informazioni insufficienti e chiaramente contraddittorie". Secondo, infatti, una versione: "Questo fu lo scopo del lavoro forzato che il Re Salomone impose: doveva servire alla costruzione della Casa del Signore [...] Tutti i superstiti degli Amorrei, Ittiti, Perizziti, Iviti, e Gebusei che non erano di discendenza Israelitica, i discendenti di coloro che erano rimasti nella terra e non erano stati distrutti, di questi Salomone fece schiavi [...] Ma non fece schiavo nessun Israelita" (1Re9,15-22). La versione contenuta in questo passo biblico "tuttavia proviene da una tradizione particolare, in quanto 1Re5,27 dice chiaramente che gli operai erano Israeliti": "Il re Salomone reclutò il lavoro forzato da tutto Israele e il lavoro forzato era di trentamila uomini" (1Re5,27) e "Salomone, da despota (seppure illuminato) quale era, decise di avvalersi di manodopera forzata. In altre parole, rese schiavi i suoi sudditi, e su vasta scala".
Tuttavia, in base al testo biblico del capitolo 5 di 1 Re, il "lavoro forzato" della narrazione biblica sembra tutt'altro che coscritto, come se i lavoratori fossero stati schiavizzati, anzi i tre turni di lavoro descritti erano suddivisi su tre mesi e ne prevedevano ben due di riposo a casa e solo uno di lavoro, seppur intenso. Inoltre si può percepire dal testo solo la fretta di Salomone di concludere in tempi brevi la costruzione del tempio tramite lavoro subordinato, come è inteso oggi, e non di ridurre in schiavitù parte del popolo (situazione che probabilmente si creò solo verso la fine della sua reggenza e non in questa circostanza).
Enormi pietre preparate nelle cave sottostanti la città (Re I 5:17, 18) furono gradualmente piazzate sulle grandi mura, e sistemate una a ridosso dell'altra senza uso di malta, finché l'intera struttura fu completata. L'edificio era verosimilmente lungo 60 cubiti (27 metri), largo 20 (9 metri) e alto tra i 25 (testo greco) e i 30 (testo ebraico) cubiti (14 metri circa). Altre fonti parlano di un'altezza di 120 cubiti, 54 metri. La Bibbia, comunque, presenta delle misure contraddittorie tra i vari passi: mentre secondo il Primo libro dei Re "Il tempio costruito dal re Salomone per il Signore, era lungo sessanta cubiti, largo venti, alto trenta.", secondo invece il Secondo libro delle Cronache "Il vestibolo, che era di fronte al tempio nel senso della larghezza del tempio, era di venti cubiti; la sua altezza era di centoventi cubiti."; alcune di queste misure sono, inoltre, poco realistiche: il Tempio sarebbe risultato largo circa 9 metri (20 cubiti) e alto circa 54 metri (120 cubiti, ovvero come un attuale palazzo di 18 piani).
Le dimensioni del Tempio, così come quelle del coevo palazzo di Salomone, appaiono eccessive per l'epoca salomonica e lo storico ed archeologo Mario Liverani sottolinea come "questi edifici, nelle dimensioni riportate dal testo biblico, superano di molto lo spazio disponibile nella piccola Gerusalemme che l'archeologia consente di assegnare al X secolo (cioè la sola «città di David»). Si tratta di progetti di età persiana, proiettati indietro al tempo di Salomone per conferir loro un valore fondante", e anche gli studiosi della Bibbia Edizioni Paoline evidenziano che "l’amplificata descrizione della fabbrica del tempio e del suo mobilio armonizza i dati del tempio di Salomone con quelli dell’epoca post-esilica"; di entrambi questi edifici non è stata inoltre trovata alcuna testimonianza archeologica. Anche la moderna archeologia, inclusa quella israeliana, molto attiva nel campo dell'archeologia biblica, ridimensiona - anche supponendo storica l'esistenza di re Salomone, cosa che solleva molti dubbi tra gli storici - la grandezza del regno di Salomone e i fasti descritti per Gerusalemme: dall'inizio del XXI secolo, Gerusalemme "è stata scavata come mai prima di allora. Tuttavia, come concorderebbe la stragrande maggioranza degli archeologi [...] la capitale di un regno unificato di Davide e Salomone non è stata trovata".

### Completamento
Infine, nell'undicesimo anno di regno, sette anni e mezzo dopo l'inizio, il Tempio fu completato. E rimase, vuoto, sulla cima del Monte Moriah per tredici anni. Non si conoscono le ragioni per questo ritardo; solo alla fine di questo periodo iniziarono le preparazioni per la consacrazione del Tempio. Dopo undici mesi, nel mese di Tishri dell'anno successivo al completamento, ebbe luogo la consacrazione, così che il Tempio fu consacrato nel corso delle festività dell'anno nuovo.
Vi è una discordanza interna alla Bibbia, come osservato anche gli esegeti della École biblique et archéologique française (i curatori della Bibbia di Gerusalemme), in merito alla durata della festa della dedicazione del Tempio: tale festa coincise con la Festa delle capanne ed ognuna durava 7 giorni; mentre per il Primo libro dei Re, Salomone fece coincidere le due feste congedando il popolo all'ottavo giorno, secondo invece la versione del Secondo libro delle Cronache, Salomone celebrò entrambe le feste per la loro intera durata, ovvero per un totale di 14 giorni.

### L'Arca dell'Alleanza
Secondo la tradizione biblica l'Arca dell'Alleanza (Aron HaBrit) venne condotta solennemente dalla tenda in cui Davide l'aveva posta (nota come "Tenda dell'Alleanza") in un luogo appositamente creato all'interno del tempio, il suo Sancta Sanctorum o Santo dei Santi. Salomone sarebbe così salito in una piattaforma creata appositamente per lui e avrebbe alzato le mani al cielo ed il suo cuore a Dio (Re I 8; Cronache II 6, 7).

## Descrizione
A causa dei profondi lavori fatti nel corso della ricostruzione del Secondo Tempio nei secoli successivi, non restano - nonostante ripetute ricerche archeologiche - tracce del Primo Tempio (tuttavia, certi reperti di questo sono stati trovati nel materiale di risulta di un esteso lavoro di costruzione fatto sul Monte del Tempio dal Fondo Religioso Islamico (Waqf) nel 1999); quindi solo le descrizioni contenute nel Tanakh e ipotesi ragionate basate sui resti di altri templi della regione possono fungere da sorgente di informazioni per la ricostruzione dell'aspetto. Non essendo gli scribi che redassero le cronache della costruzione degli architetti, i dati tecnici che restano sono scarsi. Le ricostruzioni differiscono tra loro; ciò che segue è basato essenzialmente sull'Easton's Bible Dictionary e l'Enciclopedia Judaica:
1. Il Debir: l'oracolo o il Sancta Sanctorum (Re I 6:19; 8:6), chiamato anche "sala interna" (6:27). Misurava 20 cubiti in lunghezza, larghezza e altezza. La differenza tra questa altezza e quella del Tempio (30 cubiti) è solitamente spiegata con la soprelevazione del Sancta Sanctorum, come la cella di altri templi antichi. Era cassonato in legno di cedro (Re I 6:16), e i muri ed il pavimento rivestiti d' oro (6:20, 21, 30). Conteneva due cherubini in legno d'olivo, ciascuno alto 10 cubiti (Re I 6:16, 20, 21, 23-28) e ognuno con ali aperte larghe 10 cubiti; dato che erano affiancati, ciascuno toccava una parete e le ali si incontravano al centro; osservano in merito gli studiosi del "Nuovo Grande Commentario Biblico" che "anche per quanto concerne l'altezza (1Re 6,23) e l'ampiezza delle ali [dei cherubini] che arriverebbero a toccare le pareti della cella del Santo dei Santi possiamo trovarci di fronte allo stesso genere di pia esagerazione constatata per il conteggio dell'oro".[17]
Una porta a due battenti lo divideva dal Luogo Santo (Cronache II 4:22); e così un velario di lino blu, porpora e scarlatto (Cronache II 3:14; Vedi anche Esodo 26:33). Non aveva finestre (Re I 8:12). Secondo alcuni, era considerato la residenza di Dio.
2. L'Echal: il Luogo Sacro, Re I 8:8-10, chiamato anche la "casa maggiore" (Cronache II 3:5) e il "Tempio" (Re I 6:17); il nome significa anche Palazzo. Aveva larghezza e altezza uguali al Sancta Sanctorum, ma lunghezza 40 cubiti. I muri erano rivestiti di legno di cedro, con intarsi di cherubini, palme e fiori, rivestiti d'oro. Catene d'oro marcavano la separazione dal Sancta Sanctorum. Il pavimento era in legno di abete rivestito anche questo d'oro. Stipiti in legno d'olivo reggevano porte a battenti di abete. Le porte del Sancta Sanctorum erano di legno di olivo. Su ambedue le porte erano intarsiati cherubini, palme e fiori, rivestiti d'oro (Re I 6:15 segg.)
3. L'Ulam: il portico est di ingresso al Tempio (Re I 6:3; Cronache II 3:4; 9:7). Lungo 20 cubiti (come la larghezza del Tempio) e profondo 10 cubiti (Re I 6:3). Cronache II 3:4 aggiunge la sorprendente notizia che il portico era alto 120 cubiti, cosa che lo renderebbe una torre a tutti gli effetti. Non si sa se un muro lo separasse dalla camera successiva. La Bibbia presenta delle misure contraddittorie per le due colonne nel portico - chiamate Boaz quella a sinistra e Iachin quella a destra - che, secondo il Primo libro dei Re[18], erano alte 18 cubiti, oltre ad un capitello di 5 cubiti mentre invece, per il Secondo libro delle Cronache[19], erano alte 35 cubiti, oltre al capitello di 5 cubiti.
4. Le camere, costruite attorno al tempio sui lati meridionale, occidentale e settentrionale (Re I 6:5-10). Formavano parte della costruzione ed erano usate come magazzini. Erano presumibilmente alte un piano; due ulteriori livelli sono stati aggiunti, forse, più tardi.

Secondo la bibbia, attorno al Tempio vi erano:
1. Il cortile dei sacerdoti (Cronache II 4:9), detto corte interna (Re I 6:36), separata dallo spazio prospiciente da un muro di pietra, su cui poggiavano travi di cedro (Re I 6:36).
2. La grande corte, che circondava tutto il Tempio (Cronache II 4:9). Qui si riuniva il popolo per la preghiera (Geremia 19:14; 26:2).

### Arredamenti e tesori
Il cortile dei sacerdoti conteneva l'altare dei sacrifici (Cronache II 15:8), Il lavacro bronzeo (4:2-5, 10), e dieci lavatoi (Re I 7:38, 39).
Da Re II 16:14 si evince che vi era un altare di bronzo di fronte al Tempio; Cronache II 4:1 lo descrive come un parallelepipedo a base quadrata larga 20 cubiti e alto 10.
Il lavacro bronzeo, largo 10 cubiti (1 cubito = 45 cm) e profondo 5, era supportato da dodici buoi di bronzo (Re I 7:23-26). Il Libro dei Re lo definisce come avente capacità di duemila bat (1 bat = 45 litri), mentre il libro delle Cronache porta la capacità a tremila bat (Cronache II 4:5-6) e ne descrive la funzione: consentire le abluzioni ai sacerdoti; in merito alla discordanza relativa alla capienza, gli esegeti dell'interconfessionale Bibbia TOB ritengono che "forse è a causa di errori attribuibili ai copisti che 1Re7,26 parla di 2.000 bat e il nostro testo [2cro4,5] di 3.000 bat".
I lavatoi, ognuno dei quali conteneva quaranta bagni (Re I 7:38), appoggiava su stanghe di sollevamento di bronzo, con ruote, e decorate con figure di leoni, cherubini e palme Questi recipienti suscitavano l'ammirazione degli Ebrei. Il redattore del Libro dei Re descrive con entusiasmo i più minuti dettagli. (Re I 7:27-37).
Giuseppe Flavio nelle Antichità giudaiche afferma che questi erano di oricalco.
Secondo Re I 7:48 in fronte al Sancta Sanctorum vi era un altare per l'incenso e una tavola per il pane. La tavola era d'oro, come i cinque candelabri su ciascuno dei suoi lati. Gli accessori dei candelabri - smoccolatoio e bracieri - erano d'oro, come le cerniere delle porte.

## Storicità e confronto con altri templi

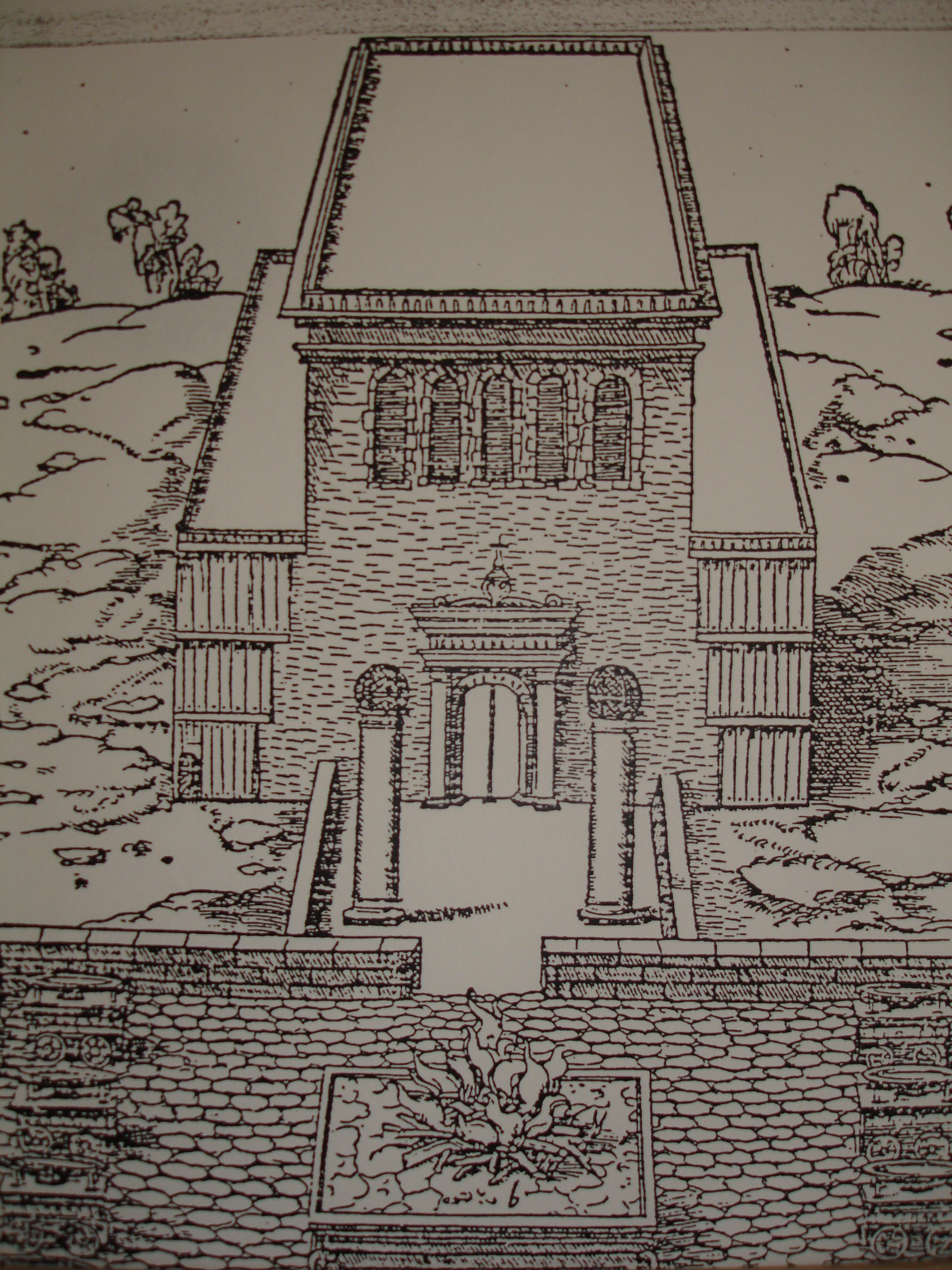
Incisione del tempio di Salomone di François Vatable.

Il Tempio di Gerusalemme è fonte di dibattito tra gli studiosi: sebbene tutti gli archeologi ed i biblisti concordino che Gerusalemme avesse una struttura di culto, le dimensioni e la data di costruzione sono incerti.
Gli studiosi di scuola minimalista (come Israel Finkelstein, Ze'ev Herzog e Thomas L. Thompson) ritengono infatti che il Tempio in realtà sarebbe stato edificato molto tempo dopo da re Giosia, che l'avrebbe retrodatato ai tempi di Salomone per motivi nazionalistici; a questa tesi si oppongono gli studiosi della scuola massimalista e "centrista" (come Amihai Mazar, Kenneth Kitchen, William G. Dever e Baruch Halpern), che ritengono che il Tempio sia stato effettivamente costruito da Salomone, nonostante i testi biblici contengano senza dubbio delle esagerazioni.
Il dibattito non si è ancora concluso, sebbene le recenti scoperte archeologiche del sito di Khirbet Qeiyafa da parte dell'archeologo israeliano Yosef Garfinkel sembrino confermare la ricostruzione biblica: in tale sito è stato infatti ritrovato un modellino stilizzato che ricorda fortemente il Tempio descritto nei testi biblici, pur con le dovute cautele.

### Fenici e Cananei
Il testo biblico afferma chiaramente che Salomone ricevette aiuto da Hiram, re di Tiro, nella costruzione dei vari edifici. Questo aiuto non venne dato solo in forma di materiali (come il legno di cedro), ma anche in termini di direzione dei lavori e inviando artigiani esperti. Tra questi vi era il ramaio Hiram (figlio di padre di Tiro e madre Israelita, comunque da non confondere con l'omonimo re). La tripartizione del Tempio ricorda quella dei templi del XIII secolo a.C. di Alalakh (Siria) e Hazor in Galilea; un tempio del IX secolo a.C. a Tell Tayinat segue lo stesso schema. I templi fenici differiscono in forma, ma mantengono lo schema dell'edificio circondato da corti.
Tra i particolari ispirati da Tiro vi erano le due colonne Jachin e Boaz. Erodoto (ii,44) narra che il tempio di Tiro ne conteneva due, una di smeraldo e una d'oro. Analogamente, le decorazioni a forma di palma e cherubini provenivano probabilmente da Tiro, in quanto in Ezechiele (28:13,14) si descrive il re di Tiro - che era anche sommo sacerdote - come residente nel giardino di Dio. Probabilmente, sia a Gerusalemme che a Tiro i cherubini e le palme erano residui di una concezione preesistente che identificava la residenza divina con il Giardino dell'Eden. I tiranni vollero quindi riprodurre nel loro tempio questa immagine, e Salomone prese a prestito queste decorazioni.

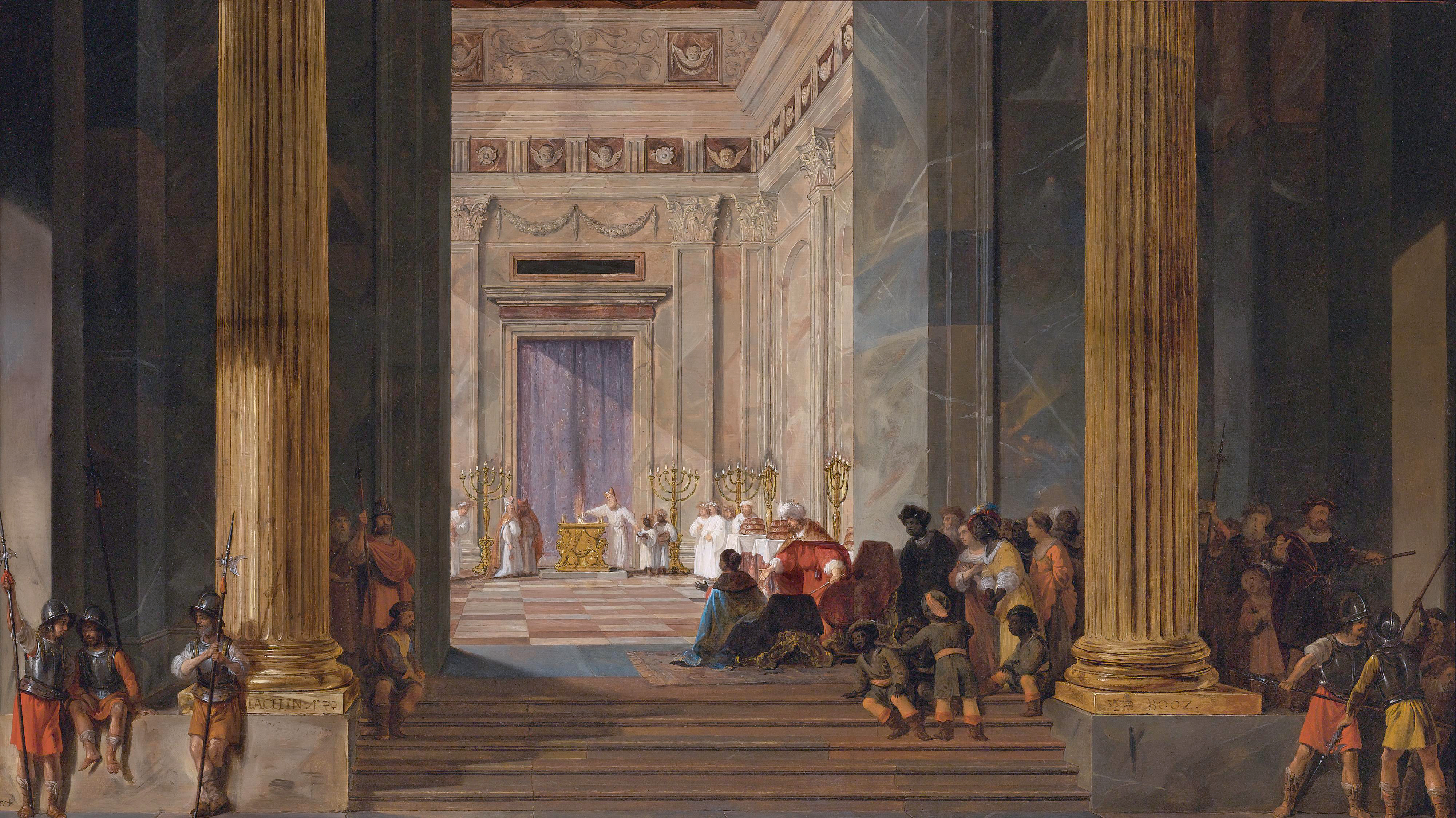
La Regina di Saba davanti al tempio di Salomone a Gerusalemme, dipinto di Salomon de Bray (1657)

Analogamente, l'altare di bronzo era un'innovazione Fenicia; e lo stesso si può probabilmente dire degli accessori decorati con palme e cherubini. L'altare israelitico classico era di terra o pietra grezza. I Dieci Comandamenti, in Esodo 20 proibivano la creazione di immagini, mentre quello di Esodo 34 proibiva la fusione di immagini divine; le aggiunte del Deuteronomio proibivano qualsiasi somiglianza in artefatti. Queste sono norme assai probabilmente codificate dopo il tempo di Salomone; ma è ragionevole pensare che prima di quel tempo gli Ebrei non avessero né la capacità né i mezzi finanziari necessari a produrre ornamenti di tal genere.

### Altri templi del Vicino Oriente
Si conoscono oggi molti templi della Mesopotamia, molti dell'antico Egitto, ed alcuni dei Fenici. In Babilonia la struttura caratteristica era quella delle torri terrazzate, gli ziggurat, ad evidente imitazione delle montagne, residenza degli dei. La camera per il servizio divino era disposta in cima alla costruzione. I primi templi Egiziani consistevano in edifici dotati di due o tre camere, la più interna delle quali era residenza della divinità. Ne è esempio il tempio di granito presso la Sfinge di Giza. Il Medio Regno, nella XII dinastia aggiunse obelischi e colonne, e nel Nuovo Regno (XVIII dinastia) delle sale ipostile. Il Tempio di Salomone non era copia di nessuno di questi, e neppure dei palazzi Fenici, ma riprendeva caratteristiche di tutti questi. Era sulla cima di una collina, come l'altare di Baal sul monte Carmelo e i santuari sul monte Hermon, e in analogia al concetto babilonese di residenza divina. Era circondato da corti, come i templi fenici e lo splendido tempio di Deir el-Bahari a Tebe. La sua forma ricorda quella di santuari Egiziani, e si avvicina molto a quella di altri templi della regione, come detto sopra. 

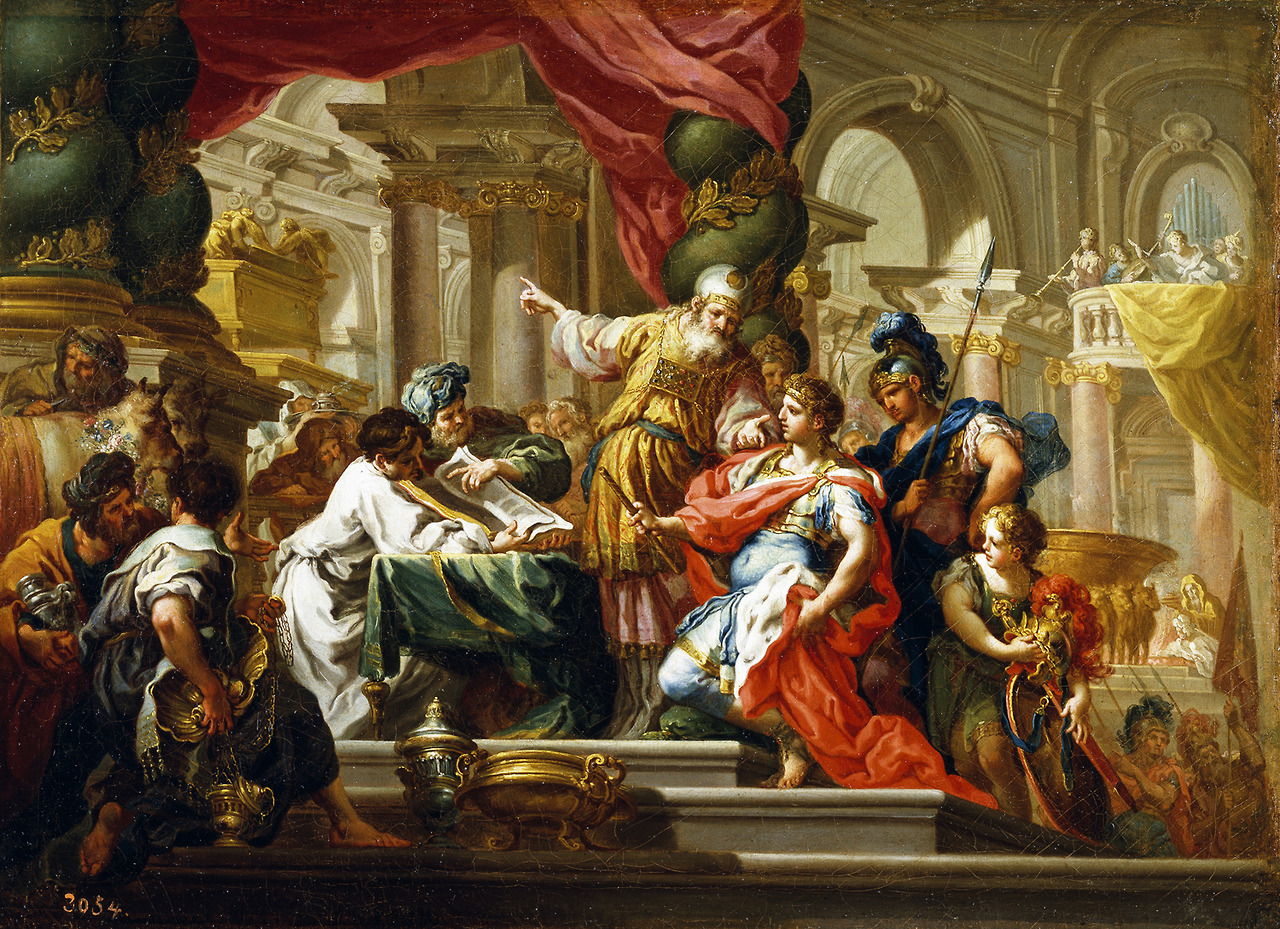
Alessandro Magno nel Tempio di Gerusalemme, di Sebastiano Conca, 1750 ca, Museo del Prado

Le due colonne Jachin e Boaz trovano dei paralleli non solo a Tiro ma anche a Biblo, Paphos, e Telloh. In Egitto gli obelischi esprimevano lo stesso concetto. Secondo la Jewish Encyclopedia "Questi erano simboli fallici, resti degli Amito-Semitici; Jachin e Boaz erano in realtà colonne isolate, come afferma Schick e non, come alcuni supponevano, parte della decorazione dell'edificio. Le estremità superiori erano coronate da abbellimenti come fossero lampade; W. R. Smith ipotizzò (l.c. p. 488) che abbiano potuto essere utilizzati come altari del fuoco. Se fosse così, avrebbero contenuto torce per la combustione del grasso.

### Un mondo in miniatura
Le camere che circondavano il Sancta Sanctorum del Tempio di Salomone sono descritte in Cronache I 28:12 come magazzini per il tesoro sacro. Queste hanno equivalenti nei templi Babilonesi ed Egiziani con camere simili, che circondavano il naos, o sala ipostile, e venivano usate per lo stesso scopo. Il "lavacro" trova un parallelo nei templi babilonesi in una grande vasca detta apsu ('profondo'). Come lo ziggurat rappresentava un monte, così l'apsu rappresentava il mare: il Tempio diventava un mondo in miniatura. L'apsu era usato fin dai tempi di Gudea e continuò ad esserlo fino alla fine della storia babilonese; era fatto in pietra ed elaboratamente decorato. Nel Tempio di Salomone non vi era un equivalente della sala ipostile egizia; questa caratteristica fu introdotta nel palazzo di Salomone. La "casa delle foreste del Libano" e il "portico delle colonne" ricordano da vicino le sale ipostile interna ed esterna di un tempio egizio.

## Localizzazione
Il tempio era probabilmente posto sulla più orientale delle due colline che oggi formano la spianata, nell'area al cui centro vi è la Moschea al-Aqsa. Nel periodo dei Gebusei il luogo era usato come area di trebbiatura; in Samuele II, 24 è descritta la consacrazione del sito durante il regno di Davide.
Sono stati proposti due siti alternativi: nel primo caso, l'altare di bronzo è visto come disposto sulla roccia che oggi è coperta dalla cupola, con il Tempio disposto verso ovest; il pozzo delle anime (la sala sottostante la roccia), in questa interpretazione, era il luogo di raccolta dei resti dei sacrifici (korbanot). Questa collocazione, in una zona relativamente scoscesa, avrebbe richiesto delle opere murarie di supporto importanti, definite dal Dizionario biblico Easton come ...un imponente muro di pietre di grande altezza, in alcune sezioni oltre 60 m.... sul lato sud, ed uno simile sul lato orientale, e tra questi... numerosi archi e pilastri...
La seconda ipotesi situa il Sancta Sanctorum sulla cima della roccia, spiegando così la sua altezza. Questa roccia ha una tradizione di santità: la localizzazione di questa ipotesi sarebbe la stessa del tempio che Adriano fece erigere in onore di Giove, che era poi il sito del Tempio di Erode, che evidentemente era costruito sopra il Tempio di Salomone - un esempio della costanza dei luoghi sacri nel Medio Oriente.

## Incursioni e distruzioni
Come narrato dalla Bibbia, il Tempio di Salomone fu depredato più volte nel corso della storia:
1. Dal re Sheshonq (o Shishak) d'Egitto (Re I 14:25,26)
2. Dal re Jeohash del Regno di Israele (Re II 14:14)
3. Dal re Ahaz del Regno di Giuda (Re II 16:8, 17, 18)
4. Dal re Ezechia di Giuda per pagare Sennacherib di Assiria (Re II 18:15,16)
5. Dal re Nabucodonosor II che lo depredò e lo distrusse (Re II 24:13 e Cronache II 36,7). Egli bruciò il Tempio e portò i tesori a Babilonia (Re II 25:9, 17 e Cronache II 36:19; Isaia 64:11).

Gli arredi sacri, al termine dell'esilio babilonese, furono restituiti agli Ebrei da Ciro il Grande (Esdra 1:7,11)

## Controversia sui reperti
Il 27 dicembre 2004 fu annunciato che il Museo di Israele a Gerusalemme riteneva che la melagrana d'avorio che si pensava avesse ornato lo scettro del Sommo Sacerdote del Tempio di Salomone potesse non essere correlata al Tempio stesso. Questo reperto era il più importante tra quelli biblici in possesso del Museo; era stato anche esposto in visita al Museo Canadese della Civilizzazione nel 2003. Il rapporto descriveva la piccola melagrana, di soli 44 mm di altezza incisa con lettere in ebraico antico che riportavano le parole (ricostruite) Dono sacro per i sacerdoti nella Casa di Dio (in ebraico moderno, לבית יהוה קדש כהנם - Alla Casa di Dio Santo Sacerdote). Il Museo di Israele ritiene oggi che il pezzo risalga al XIV o XIII secolo a.C., e che l'iscrizione sia moderna. Alcuni esperti temono che questa sia una manifestazione di un sistema di frodi nei reperti; le autorità Israeliane avrebbero indiziato cinque persone.

## Il tempio di Salomone e la Cappella Sistina
La Cappella Sistina fu costruita secondo le misure del Tempio di Salomone indicate nell'Antico Testamento.

### Riferimenti
1. ↑   1Re 6,1, su La Parola - La Sacra Bibbia in italiano in Internet.
2. ↑  Cfr: Raymond E. Brown, Joseph A. Fitzmyer, Roland E. Murphy, Nuovo Grande Commentario Biblico, Queriniana, 2002, pp. 481-482, 216-219, 488, ISBN 88-399-0054-3; Bibbia TOB, Elle Di Ci Leumann, 1997, pp. 614, 627, ISBN 88-01-10612-2; La Bibbia, Edizioni Paoline, 1991, p. 493, ISBN 88-215-1068-9; Israel Finkelstein e Neil Asher Silberman, Le tracce di Mosé. La Bibbia tra storia e mito, Carocci, 2002, pp. 143, 150-156, ISBN 978-88-430-6011-5.
3. ↑  Raymond E. Brown, Joseph A. Fitzmyer, Roland E. Murphy, Nuovo Grande Commentario Biblico, Queriniana, 2002, p. 482, ISBN 88-399-0054-3.
4. ↑  Raymond E. Brown, Joseph A. Fitzmyer, Roland E. Murphy, Nuovo Grande Commentario Biblico, Queriniana, 2002, p. 217, ISBN 88-399-0054-3.
5. ↑  Raymond E. Brown, Joseph A. Fitzmyer, Roland E. Murphy, Nuovo Grande Commentario Biblico, Queriniana, 2002, p. 216, ISBN 88-399-0054-3.
6. ↑   1Re9,15-22, su La Parola - La Sacra Bibbia in italiano in Internet.
7. ↑   1Re5,27, su La Parola - La Sacra Bibbia in italiano in Internet.
8. ↑   1Re6,2, su laparola.net..
9. ↑   2Cro3,4, su laparola.net..
10. ↑  Mario Liverani, Oltre la Bibbia. Storia antica di Israele, Laterza, 2003, pp. 110-113, ISBN 978-88-420-9841-6.
11. ↑  La Bibbia, Edizioni Paoline, 1991, p. 528, ISBN 88-215-1068-9.
12. ↑  Israel Finkelstein e Neil Asher Silberman, Le tracce di Mosé. La Bibbia tra storia e mito, Carocci, 2002, pp. 137-159, ISBN 978-88-430-6011-5 ; Mario Liverani, Oltre la Bibbia. Storia antica di Israele, Laterza, 2003, pp. 110-113, 360-364, ISBN 978-88-420-9841-6.
13. ↑  Cfr anche: Israel Finkelstein e Neil Asher Silberman, Le tracce di Mosé. La Bibbia tra storia e mito, Carocci, 2002, pp. 142-143, ISBN 978-88-430-6011-5; Mario Liverani, Oltre la Bibbia. Storia antica di Israele, Laterza, 2007, pp. VII-IX, 37-38, 59-87, 109-116, 134-135, 154-156, 193-198, 275-398, ISBN 978-88-420-7060-3; Personaggi della Bibbia, TCI, 2014, p. 206, ISBN 978-88-365-64972; Ivana Zingariello e Giorgio Gabbi, La Bibbia è piena di bugie?, in Quark, n° 50, marzo 2005, pp. 79-87.
14. ↑  Come riporta ancora la rivista "Haaretz" ( "Is The Bible a true story?" - Haaretz URL, su haaretz.com (archiviato il 24 ottobre 2017).).Cfr anche la sezione "Stato attuale della ricerca" alla voce "Archeologia biblica".
15. ↑  In quel giorno il re consacrò il centro del cortile di fronte al tempio del Signore; infatti ivi offrì l'olocausto, l'oblazione e il grasso dei sacrifici di comunione, perché l'altare di bronzo, che era davanti al Signore, era troppo piccolo per contenere l'olocausto, l'oblazione e il grasso dei sacrifici di comunione. In quell'occasione Salomone celebrò la festa davanti al Signore nostro Dio per sette giorni: tutto Israele, dall'ingresso di Amat al torrente d'Egitto, un'assemblea molto grande, era con lui. Nel giorno ottavo congedò il popolo. I convenuti, salutato il re, tornarono alle loro case, contenti e con la gioia nel cuore per tutto il bene concesso dal Signore a Davide suo servo e a Israele suo popolo ( 1Re8,64-66, su laparola.net.).
16. ↑  Salomone consacrò il centro del cortile di fronte al tempio; infatti ivi offrì gli olocausti e il grasso dei sacrifici di comunione, poiché l'altare di bronzo, eretto da Salomone, non poteva contenere gli olocausti, le offerte e i grassi. In quel tempo Salomone celebrò la festa per sette giorni; tutto Israele, dall'ingresso di Amat al torrente di Egitto, un'assemblea grandissima, era con lui. Nel giorno ottavo ci fu una riunione solenne, essendo durata la dedicazione dell'altare sette giorni e sette giorni anche la festa ( 2Cro7,7-9, su laparola.net.).
17. ↑  Raymond E. Brown, Joseph A. Fitzmyer, Roland E. Murphy, Nuovo Grande Commentario Biblico, Queriniana, 2002, p. 486, ISBN 88-399-0054-3.
18. ↑  (Salomone) Fuse due colonne di bronzo, ognuna alta diciotto cubiti e dodici di circonferenza. Fece due capitelli, fusi in bronzo, da collocarsi sulla cima delle colonne; l'uno e l'altro erano alti cinque cubiti. [...] Eresse le colonne nel vestibolo del tempio. Eresse la colonna di destra, che chiamò Iachin ed eresse la colonna di sinistra, che chiamò Boaz. Così fu terminato il lavoro delle colonne ( 1Re7,15-22, su laparola.net.).
19. ↑  (Salomone) Di fronte al tempio eresse due colonne, alte trentacinque cubiti; il capitello sulla cima di ciascuna era di cinque cubiti. Fece ghirlande e le pose sulla cima delle colonne. [...] Eresse le colonne di fronte alla navata, una a destra e una a sinistra; quella a destra la chiamò Iachin e quella a sinistra Boaz ( 2Cro3,15-17, su laparola.net.).
20. ↑  Bibbia TOB, Elle Di Ci Leumann, 1997, pp. 1763, 619, ISBN 88-01-10612-2.
21. ↑   Israel Finkelstein e Neil Asher Silberman, David and Solomon: In Search of the Bible's Sacred Kings and the Roots of the Western Tradition, New Yorki, Free Press, 2006.
22. ↑   William G. Dever, What Did the Biblical Writers Know and When Did They Know It? What Archaeology Can Tell Us About the Reality of Ancient Israel, Eerdmans Pub Co, 2002.
23. ↑   Reconstructing the Features of Solomon’s Temple - TheTorah.com, su thetorah.com. URL consultato il 29 aprile 2021.
24. ↑  (EN) Greg Myre, Israel Indicts 4 in 'Brother of Jesus' Hoax and Other Forgeries, in The New York Times, 30 dicembre 2004. URL consultato il 4 novembre 2020.